# Карашалан
Карашалан (каз. Қарашалаң) — село у складі Аральського району Кизилординської області Казахстану. Входить до складу Богенського сільського округу.
Населення — 682 особи (2021; 541 у 2009, 500 у 1999, 428 у 1989).